# 泰愛泰黨
泰愛泰黨（皇家轉寫：Phak Thai Rak Thai, 國際音標：[pʰák tʰaj rák tʰaj]）是泰國的政黨之一，在2001年至2006年泰國軍事政變前為該國的執政黨，其黨魁為創立人兼前任總理塔克辛，該黨在2001年及2005年的大選中勝出。此外，泰愛泰黨的政治理念走平民主義的路線，沒有固定意識形態，但偏向右派。该党派1998年7月14日成立，2007年5月30日被勒令解散。

## 简介
這個政黨於1998年7月14日由電信大亨他信及另外22人正式註冊成立，是由多個政黨合併而成，同時也有不少新政客加入。
2001年大選，泰愛泰黨贏得500個議會席位中的248席，成為執政黨，他信也順理成章成為總理。
2005年大選，泰愛泰黨贏得500個議會席位中的375席，取得壓倒性勝利，他信成為首位完成4年任期，且成功連任的總理。
2006年，塔克辛在赴美出席聯合國大會期間，被军事政变推翻，結束五年半執政。
2007年5月30日，泰国宪法法庭宣判泰爱泰党在大选中舞弊罪名成立，勒令其解散。部分黨員在泰愛泰黨解散之後加入其他小黨如人民力量黨角逐新的國會大選，並取得勝利。